# 펑자 야시장

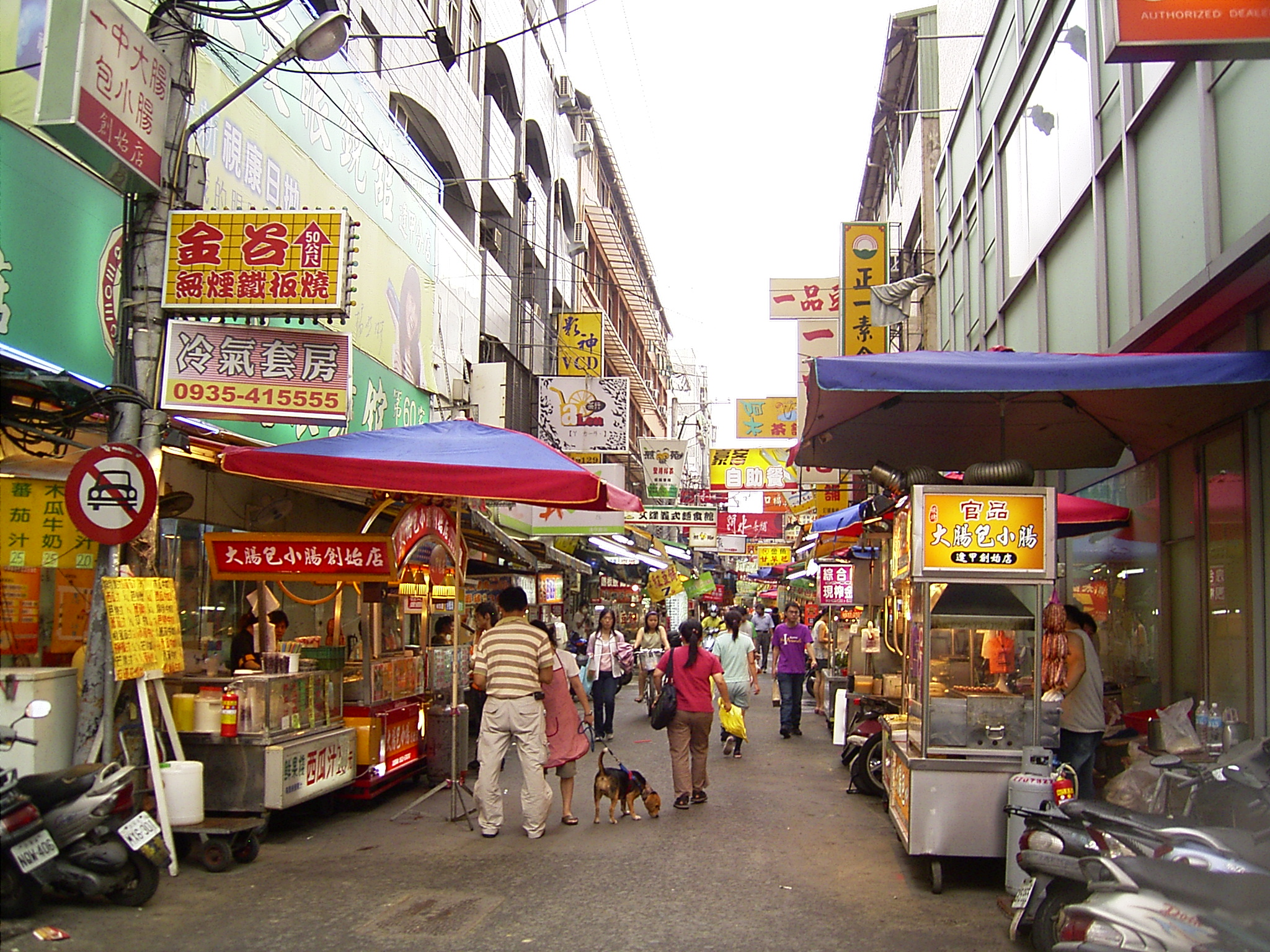
펑자 야시장

펑자 야시장(중국어: 逢甲夜市, 병음: Féngjiǎ Yè Shì)는 타이완 타이중시 시툰 구에서 열리는 야시장이다.